# Boračko jezero
Boračko jezero – jezioro polodowcowe w Bośni i Hercegowinie, w Górach Dynarskich, na północno-wschodnim zboczu masywu Prenj.

## Opis
Jest położone 20 km na południowy wschód od Konjica, na wysokości 402 m n.p.m. Zajmuje powierzchnię 0,26 km². Maksymalna głębokość wynosi 17,1 m.
Zasilane jest przez Borački potok, a wypływa z niego Šištica, będąca dopływem Neretwy.
Uprawiane są nad nim turystyka i wędkarstwo.